# Vergiate
Vergiate là một đô thị ở tỉnh Varese trong vùng Lombardia, có cự ly khoảng 45 km về phía tây bắc của Milan and about 15 km southvề phía tây của Varese. Tại thời điểm ngày 31 tháng 12 năm 2004, đô thị này có dân số 8.740 người và diện tích là 21,6 km².
Đô thị Vergiate có các frazioni (đơn vị trực thuộc, chủ yếu là các làng) Cimbro, Corgeno, Cuirone, và Sesona.
Vergiate giáp các đô thị: Arsago Seprio, Casale Litta, Comabbio, Golasecca, Mercallo, Mornago, Sesto Calende, Somma Lombardo, Varano Borghi.